# باشگاه فوتبال اینتر میلان در فصل ۲۱–۲۰۲۰
فصل ۲۱–۲۰۲۰ صد و سیزدهمین فصل در تاریخچهٔ باشگاه فوتبال اینتر میلان است و همچنین بیست و هشتمین حضور متوالی این تیم در رقابت‌های سری آ است. علاوه بر لیگ ایتالیا، اینتر در رقابت‌های جام حذفی و لیگ قهرمانان اروپا نیز شرکت می‌کند.
اینتر در ۲ مه ۲۰۲۱ و به فاصله چهار هفته مانده به پایان مسابقات، با توجه به تساوی آتالانتا و ساسولو عنوان قهرمانی سری آ را از آن خود کرد. این قهرمانی، به نه سال قهرمانی یوونتوس پایان داد و آنتونیو کونته موفق شد اینتر را پس از یک دهه قهرمان سری آ کند. در کوپا ایتالیا، اینتر در نیمه نهایی در مجموع با نتیجه ۲–۱ حذف شد. همچنین در لیگ قهرمانان اروپا، اینتر در همان مرحله گروهی حذف شد و تنها یک برد به دست آورد و در گروه خود چهارم شد.

## لباس فصل
| لباس اول · ۰ | لباس اول · جایگزین | لباس دوم · ۰ | لباس سوم · ۰ | لباس ویژه · ۰ |

## بازیکنان
| لیست بازیکنان باشگاه فوتبال اینتر میلان در فصل ۲۱–۲۰۲۰ | لیست بازیکنان باشگاه فوتبال اینتر میلان در فصل ۲۱–۲۰۲۰ | لیست بازیکنان باشگاه فوتبال اینتر میلان در فصل ۲۱–۲۰۲۰ | لیست بازیکنان باشگاه فوتبال اینتر میلان در فصل ۲۱–۲۰۲۰ | لیست بازیکنان باشگاه فوتبال اینتر میلان در فصل ۲۱–۲۰۲۰ | لیست بازیکنان باشگاه فوتبال اینتر میلان در فصل ۲۱–۲۰۲۰ | لیست بازیکنان باشگاه فوتبال اینتر میلان در فصل ۲۱–۲۰۲۰ | لیست بازیکنان باشگاه فوتبال اینتر میلان در فصل ۲۱–۲۰۲۰ | لیست بازیکنان باشگاه فوتبال اینتر میلان در فصل ۲۱–۲۰۲۰ | لیست بازیکنان باشگاه فوتبال اینتر میلان در فصل ۲۱–۲۰۲۰ | لیست بازیکنان باشگاه فوتبال اینتر میلان در فصل ۲۱–۲۰۲۰ |
| ش                                                      | نام                                                    | ملیت                                                   | پست(ها)                                                | تاریخ تولد (سن در آغاز فصل)                            | آغاز قرارداد                                           | پایان قرارداد                                          | باشگاه قبلی                                            | هزینه انتقال به تیم                                    | یادداشت                                                |                                                        |
| دروازه‌بانان                                            | دروازه‌بانان                                            | دروازه‌بانان                                            | دروازه‌بانان                                            | دروازه‌بانان                                            | دروازه‌بانان                                            | دروازه‌بانان                                            | دروازه‌بانان                                            | دروازه‌بانان                                            | دروازه‌بانان                                            | دروازه‌بانان                                            |
| ------------------------------------------------------ | ------------------------------------------------------ | ------------------------------------------------------ | ------------------------------------------------------ | ------------------------------------------------------ | ------------------------------------------------------ | ------------------------------------------------------ | ------------------------------------------------------ | ------------------------------------------------------ | ------------------------------------------------------ | ------------------------------------------------------ |
| ۱                                                      | سمیر هاندانوویچ                                        | اسلوونی                                                | GK                                                     | ۱۴ ژوئیه ۱۹۸۴ (۳۶ سال)                                 | ۲۰۱۲                                                   | ۲۰۲۲                                                   | باشگاه فوتبال اودینزه                                  |                                                        | کاپیتان                                                |                                                        |
| ۲۷                                                     | دانیله پادلی                                           | ایتالیا                                                | GK                                                     | ۲۵ اکتبر ۱۹۸۵ (۳۵ سال)                                 | ۲۰۱۷                                                   | ۲۰۲۱                                                   | باشگاه فوتبال تورینو                                   |                                                        |                                                        |                                                        |
| ۳۵                                                     | فیلیپ استانکوویچ                                       | صربستان                                                | GK                                                     | ۲۵ فوریه ۲۰۰۲ (۱۹ سال)                                 | ۲۰۱۹                                                   | ۲۰۲۴                                                   | جوانان اینتر                                           |                                                        |                                                        |                                                        |
| ۹۷                                                     | آندری رادو                                             | رومانی                                                 | GK                                                     | ۲۸ مه ۱۹۹۷ (۲۳ سال)                                    | ۲۰۱۹                                                   | ۲۰۲۴                                                   | باشگاه فوتبال جنوا                                     |                                                        |                                                        |                                                        |
| مدافعان                                                |                                                        |                                                        |                                                        |                                                        |                                                        |                                                        |                                                        |                                                        |                                                        |                                                        |
| ۶                                                      | استفان د فرای                                          | هلند                                                   | CB                                                     | ۵ فوریه ۱۹۹۲ (۲۸ سال)                                  | ۲۰۱۸                                                   | ۲۰۲۳                                                   | باشگاه فوتبال لاتزیو                                   |                                                        |                                                        |                                                        |
| ۱۱                                                     | الکساندر کلاروف                                        | صربستان                                                | CB/LB                                                  | ۱۰ نوامبر ۱۹۸۵ (۳۵ سال)                                | ۲۰۲۰                                                   | ۲۰۲۱                                                   | باشگاه فوتبال آ اس رم                                  | ۱٫۵ میلیون یورو                                        |                                                        |                                                        |
| ۱۳                                                     | آندره آ رانوکیا                                        | ایتالیا                                                | CB                                                     | ۱۶ فوریه ۱۹۸۸ (۳۲ سال)                                 | ۲۰۱۱                                                   | ۲۰۲۱                                                   | باشگاه فوتبال جنوا                                     |                                                        | کاپیتان دوم                                            |                                                        |
| ۳۳                                                     | دنیلو دمبروزیو                                         | ایتالیا                                                | CB/LB/RB                                               | ۹ سپتامبر ۱۹۸۸ (۳۲ سال)                                | ۲۰۱۴                                                   | ۲۰۲۱                                                   | باشگاه فوتبال تورینو                                   |                                                        | کاپیتان سوم                                            |                                                        |
| ۳۶                                                     | متئو دارمیان                                           | ایتالیا                                                | CB/LB/RB                                               | ۲ دسامبر ۱۹۸۹ (۳۱ سال)                                 | ۲۰۲۰                                                   | ۲۰۲۱                                                   | باشگاه فوتبال پارما                                    | ۲٫۵ میلیون یورو                                        | به صورت قرضی                                           |                                                        |
| ۳۷                                                     | میلان اشکرینیار                                        | اسلواکی                                                | CB                                                     | ۱۱ فوریه ۱۹۹۵ (۲۵ سال)                                 | ۲۰۱۷                                                   | ۲۰۲۳                                                   | باشگاه فوتبال سمپدوریا                                 |                                                        |                                                        |                                                        |
| ۹۵                                                     | الساندرو باستونی                                       | ایتالیا                                                | CB                                                     | ۱۳ آوریل ۱۹۹۹                                          | ۲۰۱۷                                                   | ۲۰۲۳                                                   | باشگاه فوتبال آتالانتا                                 |                                                        |                                                        |                                                        |
| هافبک‌ها                                                |                                                        |                                                        |                                                        |                                                        |                                                        |                                                        |                                                        |                                                        |                                                        |                                                        |
| ۲                                                      | اشرف حکیمی                                             | مراکش                                                  | RM/RWB                                                 | ۴ نوامبر ۱۹۸۸ (۲۲ سال)                                 | ۲۰۲۰                                                   | ۲۰۲۵                                                   | باشگاه فوتبال رئال مادرید                              | ۴۰ میلیون یورو                                         |                                                        |                                                        |
| ۵                                                      | روبرتو گالیاردینی                                      | ایتالیا                                                | CM/DM                                                  | ۸ آوریل ۱۹۹۴ (۲۶ سال)                                  | ۲۰۱۷                                                   | ۲۰۲۳                                                   | باشگاه فوتبال آتالانتا                                 |                                                        |                                                        |                                                        |
| ۸                                                      | ماتیاس وسینو                                           | اروگوئه                                                | CM/DM                                                  | ۲۴ اوت ۱۹۹۱ (۲۹ سال)                                   | ۲۰۱۷                                                   | ۲۰۲۲                                                   | باشگاه فوتبال فیورنتینا                                |                                                        |                                                        |                                                        |
| ۱۲                                                     | استفانو سنسی                                           | ایتالیا                                                | CM/AM                                                  | ۵ اوت ۱۹۹۵ (۲۵ سال)                                    | ۲۰۲۰                                                   | ۲۰۲۴                                                   | باشگاه فوتبال ساسولو                                   | ۲۰ میلیون یورو                                         |                                                        |                                                        |
| ۱۴                                                     | ایوان پریشیچ                                           | کرواسی                                                 | LW/LWB/SS                                              | ۲ فوریه ۱۹۸۹ (۳۰ سال)                                  | ۲۰۱۵                                                   | ۲۰۲۲                                                   | باشگاه فوتبال وولفسبورگ                                |                                                        |                                                        |                                                        |
| ۱۵                                                     | اشلی یانگ                                              | انگلستان                                               | LWB / RWB / LM / RM                                    | ۹ ژوئیه ۱۹۸۵ (۳۵ سال)                                  | ۲۰۲۰                                                   | ۲۰۲۱                                                   | باشگاه فوتبال منچستر یونایتد                           | ۱٫۵ میلیون یورو                                        |                                                        |                                                        |
| ۲۲                                                     | آرتورو ویدال                                           | شیلی                                                   | CM                                                     | ۲۲ مه ۱۹۸۷ (۳۳ سال)                                    | ۲۰۲۰                                                   | ۲۰۲۲                                                   | باشگاه فوتبال بارسلونا                                 | رایگان                                                 |                                                        |                                                        |
| ۲۳                                                     | نیکولو بارلا                                           | ایتالیا                                                | CM                                                     | ۷ فوریه ۱۹۹۷ (۲۳ سال)                                  | ۲۰۲۰                                                   | ۲۰۲۴                                                   | باشگاه فوتبال کالیاری                                  | ۲۵ میلیون یورو                                         |                                                        |                                                        |
| ۲۴                                                     | کریستین اریکسن                                         | دانمارک                                                | AM                                                     | ۱۴ فوریه ۱۹۹۲ (۲۸ سال)                                 | ۲۰۲۰                                                   | ۲۰۲۴                                                   | باشگاه فوتبال تاتنهام                                  | ۲۰ میلیون یورو                                         |                                                        |                                                        |
| ۷۷                                                     | مارسلو بروزویچ                                         | کرواسی                                                 | DM/CM                                                  | ۱۶ نوامبر ۱۹۹۲ (۲۸ سال)                                | ۲۰۱۵                                                   | ۲۰۲۲                                                   | باشگاه فوتبال دینامو زاگرب                             |                                                        |                                                        |                                                        |
| مهاجمان                                                |                                                        |                                                        |                                                        |                                                        |                                                        |                                                        |                                                        |                                                        |                                                        |                                                        |
| ۷                                                      | الکسیس سانچز                                           | شیلی                                                   | SS/ST/LW/RW                                            | ۱۹ دسامبر ۱۹۸۸ (۳۲ سال)                                | ۲۰۲۰                                                   | ۲۰۲۳                                                   | باشگاه فوتبال منچستر یونایتد                           | رایگان                                                 |                                                        |                                                        |
| ۹                                                      | روملو لوکاکو                                           | بلژیک                                                  | ST                                                     | ۱۳ مه ۱۹۹۳ (۲۷ سال)                                    | ۲۰۱۹                                                   | ۲۰۲۴                                                   | باشگاه فوتبال منچستر یونایتد                           |                                                        |                                                        |                                                        |
| ۱۰                                                     | لائوتارو مارتینز                                       | آرژانتین                                               | ST                                                     | ۲۲ اوت ۱۹۹۷ (۲۳ سال)                                   | ۲۰۱۸                                                   | ۲۰۲۳                                                   | باشگاه فوتبال راسینگ کلوب آویاندا                      |                                                        |                                                        |                                                        |
| ۹۹                                                     | آندره‌آ پینامونتی                                       | ایتالیا                                                | ST                                                     | ۱۹ مه ۱۹۹۹ (۲۱ سال)                                    | ۲۰۲۰                                                   | ۲۰۲۴                                                   | باشگاه فوتبال جنوا                                     | ۸ میلیون یورو                                          |                                                        |                                                        |

## نقل و انتقالات
| تاریخ انتقال    | پست   | بازیکن           | سن | انتقال از      | هزینه           |
| --------------- | ----- | ---------------- | -- | -------------- | --------------- |
| ۲ ژوئیه ۲۰۲۰    | مدافع | اشرف حکیمی       | ۲۱ | رئال مادرید    | ۴۰ میلیون یورو  |
| ۶ اوت ۲۰۲۰      | مهاجم | الکسیس سانچز     | ۳۱ | منچستر یونایتد | رایگان          |
| ۱ سپتامبر ۲۰۲۰  | هافبک | نیکولو بارلا     | ۲۳ | کالیاری        | ۲۵ میلیون یورو  |
| ۱ سپتامبر ۲۰۲۰  | هافبک | استفانو سنسی     | ۲۵ | ساسولو         | ۲۰ میلیون یورو  |
| ۸ سپتامبر ۲۰۲۰  | مدافع | الکساندر کلاروف  | ۳۴ | رم             | ۱٬۵ میلیون یورو |
| ۱۸ سپتامبر ۲۰۲۰ | مهاجم | آندره‌آ پینامونتی | ۲۱ | جنوا           | ۸ میلیون یورو   |
| ۲۲ سپتامبر ۲۰۲۰ | هافبک | آرتورو ویدال     | ۳۳ | بارسلونا       | رایگان          |
| ۳۱ اوت ۲۰۲۰     | مهاجم | ایوان پریشیچ     | ۳۲ | بایرن‌مونیخ     |                 |
| ۵ اکتبر ۲۰۲۰    | مدافع | متئو دارمیان     | ۳۰ | پارما          | قرضی            |

| تاریخ انتقال    | پست   | بازیکن          | سن | انتقال به    | هزینه          |
| --------------- | ----- | --------------- | -- | ------------ | -------------- |
| ۳۱ مه ۲۰۲۰      | مهاجم | مائورو ایکاردی  | ۲۷ | پاری سن ژرمن | ۵۰ میلیون یورو |
| ۱ سپتامبر ۲۰۲۰  | گلر   | توماسو برنی     | ۳۷ |              |                |
| ۲۴ سپتامبر ۲۰۲۰ | مدافع | دیه‌گو گودین     | ۳۴ | کالیاری      | رایگان         |
| ۵ اکتبر ۲۰۲۰    | مهاجم | ساموئله لونگو   | ۲۸ | ویچنزا       | ۴۰۰ هزار یورو  |
| ۵ اکتبر ۲۰۲۰    | هافبک | کوادوو آساموا   | ۳۱ |              |                |
| ۹ سپتامبر ۲۰۲۰  | هافبک | فدریکو دی مارکو | ۲۲ | هلاس ورونا   | قرضی           |

## پیش‌فصل و دوستانه
برد       مساوی       باخت
| ۱۵ سپتامبر ۲۰۲۰ دوستانه   | اینتر میلان                                                                  | ۵–۰   | لوگانو | آپیانو جنتیله                                                        |
| ۱۷:۰۰ CEST (یوتی‌سی ۲:۰۰+) | دالبرت ۴' · آکوس ۳۶' (گل به خودی) · مارتینز ۳۶'، ۴۳' · لوکاکو ۴۷' (پنالتی) · | گزارش |        | ورزشگاه: مرکز ورزشی آنجلو موراتی تماشاگران: ۰ داور: عبدوئوالایه دیوپ |

| ۱۸ سپتامبر ۲۰۲۰ دوستانه   | اینتر میلان                                     | ۷–۰   | کاررارا | آپیانو جنتیله                                 |
| ۱۷:۰۰ CEST (یوتی‌سی ۲:۰۰+) | لوکاکو · سانچز · اشلی یانگ · مارتینز · سالسدو · | گزارش |         | ورزشگاه: مرکز ورزشی آنجلو موراتی تماشاگران: ۰ |

| ۱۹ سپتامبر ۲۰۲۰ دوستانه   | اینتر میلان                                                            | ۷–۰   | پیزا | میلان                                                  |
| ۱۸:۰۰ CEST (یوتی‌سی ۲:۰۰+) | لوکاکو ۵' · گالیاردینی ۱۱' · مارتینز ۱۷'، ۳۵'، ۳۷' · اریکسن ۲۰'، ۷۴' · | گزارش |      | ورزشگاه: جوزپ مه آتزا تماشاگران: ۰ داور: کوین بوناسینا |

| ۱۳ نوامبر ۲۰۲۰ دوستانه    | اینتر میلان | ۱–۰   | مونزا | آپیانو جنتیله                                 |
| ۱۵:۰۰ CEST (یوتی‌سی ۱:۰۰+) | کربنی ۶۴'   | گزارش |       | ورزشگاه: مرکز ورزشی آنجلو موراتی تماشاگران: ۰ |

| ۲۰ ژانویه ۲۰۲۱ دوستانه    | اینتر میلان               | ۴–۰   | پرو سستو | آپیانو جنتیله                                 |
| ۱۵:۰۰ CEST (یوتی‌سی ۱:۰۰+) | پرسین · پریشیچ · اریکسن · | گزارش |          | ورزشگاه: مرکز ورزشی آنجلو موراتی تماشاگران: ۰ |

| ۱۸ فوریه ۲۰۲۱ دوستانه     | اینتر میلان                                                             | ۱۴–۰  | Vis Nova Giussano | آپیانو جنتیله                                 |
| ۱۵:۰۰ CEST (یوتی‌سی ۱:۰۰+) | سانچز · گالیاردینی · پینامونتی · وسینو · دارمیان · آخالایا · بونفانتی · | گزارش |                   | ورزشگاه: مرکز ورزشی آنجلو موراتی تماشاگران: ۰ |

## رقابت‌ها

### بررسی مسابقات
| رقابت              | اولین بازی      | آخرین بازی    | شروع دور     | جایگاه نهایی | آمار | آمار | آمار | آمار | آمار | آمار | آمار | آمار  |
| رقابت              | اولین بازی      | آخرین بازی    | شروع دور     | جایگاه نهایی | بازی | ب    | ت    | ش    | گ‌ز   | گ‌خ   | ت‌گ   | % برد |
| ------------------ | --------------- | ------------- | ------------ | ------------ | ---- | ---- | ---- | ---- | ---- | ---- | ---- | ----- |
| سری آ              | ۲۶ سپتامبر ۲۰۲۰ | ۲۳ مه ۲۰۲۱    | هفته ۱       | قهرمان       | ۳۸   | ۲۸   | ۷    | ۳    | ۸۹   | ۳۵   | ۵۴+  | ۰۷۴   |
| کوپا ایتالیا       | ۱۳ ژانویه ۲۰۲۱  | ۹ فوریه ۲۰۲۱  | یک‌هشتم نهایی | نیمه نهایی   | ۴    | ۲    | ۱    | ۱    | ۵    | ۴    | ۱+   | ۰۵۰   |
| لیگ قهرمانان اروپا | ۲۱ اکتبر ۲۰۲۰   | ۹ دسامبر ۲۰۲۰ | مرحله گروهی  | مرحله گروهی  | ۶    | ۱    | ۳    | ۲    | ۷    | ۹    | ۲−   | ۰۱۷   |
| مجموع              | مجموع           | مجموع         | مجموع        | مجموع        | ۴۸   | ۳۱   | ۱۱   | ۶    | ۱۰۱  | ۴۸   | ۵۳+  | ۰۶۵   |

منبع: Soccerway

### سری آ

#### جایگاه در جدول
| رتبه | تیم             | بازی | برد | مساوی | باخت | گل زده | گل خورده | گل تفاضل | امتیاز | صعود یا سقوط                                     |
| ---- | --------------- | ---- | --- | ----- | ---- | ------ | -------- | -------- | ------ | ------------------------------------------------ |
| ۱    | اینتر میلان (C) | ۳۸   | ۲۸  | ۷     | ۳    | ۸۹     | ۳۵       | ۵۴+      | ۹۱     | Qualification for the لیگ قهرمانان اروپا ۲۲–۲۰۲۱ |
| ۲    | آث میلان        | ۳۸   | ۲۴  | ۷     | ۷    | ۷۴     | ۴۱       | ۳۳+      | ۷۹     | Qualification for the لیگ قهرمانان اروپا ۲۲–۲۰۲۱ |
| ۳    | آتالانتا        | ۳۸   | ۲۳  | ۹     | ۶    | ۹۰     | ۴۷       | ۴۳+      | ۷۸     | Qualification for the لیگ قهرمانان اروپا ۲۲–۲۰۲۱ |
| ۴    | یوونتوس         | ۳۸   | ۲۳  | ۹     | ۶    | ۷۷     | ۳۸       | ۳۹+      | ۷۸     | Qualification for the لیگ قهرمانان اروپا ۲۲–۲۰۲۱ |
| ۵    | ناپولی          | ۳۸   | ۲۴  | ۵     | ۹    | ۸۶     | ۴۱       | ۴۵+      | ۷۷     | Qualification for the Europa League group stage  |

1. ↑  Since the winners of the 2020–21 Coppa Italia, Juventus, qualified for the Champions League, the Europa League berth awarded to the Coppa Italia winners was passed to the sixth-placed team, and the Europa Conference League berth awarded to the sixth-placed team was passed to the seventh-placed team.

#### نتایج در خانه و بیرون
| مجموع | مجموع  | مجموع | مجموع | مجموع | مجموع | مجموع | مجموع | خانه | خانه | خانه | خانه | خانه | خانه | مهمان | مهمان | مهمان | مهمان | مهمان | مهمان |
| بازی  | امتیاز | پ     | ت     | ش     | گ‌ز    | گ‌خ    | ت‌گ    | پ    | ت    | ش    | گ‌ز   | گ‌خ   | ت‌گ   | پ     | ت     | ش     | گ‌ز    | گ‌خ    | ت‌گ    |
| ----- | ------ | ----- | ----- | ----- | ----- | ----- | ----- | ---- | ---- | ---- | ---- | ---- | ---- | ----- | ----- | ----- | ----- | ----- | ----- |
| ۳۸    | ۹۱     | ۲۸    | ۷     | ۳     | ۸۹    | ۳۵    | ۵۴+   | ۱۷   | ۱    | ۱    | ۵۳   | ۱۸   | ۳۵+  | ۱۱    | ۶     | ۲     | ۳۶    | ۱۷    | ۱۹+   |

منبع: Serie A

پ = پیروزی؛ ت = تساوی؛ ش = شکست؛ گ‌ز = گل زده؛ گ‌خ = گل خورده؛ ت‌گ = تفاضل گل

#### نتایج هفته به هفته
| هفته    | 1  | 2 | 3 | 4 | 5 | 6 | 7 | 8 | 9 | 10 | 11 | 12 | 13 | 14 | 15 | 16 | 17 | 18 | 19 | 20 | 21 | 22 | 23 | 24 | 25 | 26 | 27 | 28 | 29 | 30 | 31 | 32 | 33 | 34 | 35 | 36 | 37 | 38 |
| ------- | -- | - | - | - | - | - | - | - | - | -- | -- | -- | -- | -- | -- | -- | -- | -- | -- | -- | -- | -- | -- | -- | -- | -- | -- | -- | -- | -- | -- | -- | -- | -- | -- | -- | -- | -- |
| زمین    | A  | H | A | H | A | H | A | H | A | H  | A  | H  | H  | A  | H  | A  | A  | H  | A  | H  | A  | H  | A  | H  | A  | H  | A  | H  | A  | H  | A  | A  | H  | A  | H  | H  | A  | H  |
| دست‌آورد | W  | W | D | L | W | D | D | W | W | W  | W  | W  | W  | W  | W  | L  | D  | W  | D  | W  | W  | W  | W  | W  | W  | W  | W  | W  | W  | W  | D  | D  | W  | W  | W  | W  | L  | W  |
| جایگاه  | 11 | 3 | 4 | 6 | 4 | 6 | 7 | 5 | 2 | 2  | 2  | 2  | 2  | 2  | 2  | 2  | 2  | 2  | 2  | 2  | 2  | 1  | 1  | 1  | 1  | 1  | 1  | 1  | 1  | 1  | 1  | 1  | 1  | 1  | 1  | 1  | 1  | 1  |

#### جزئیات مسابقات
برنامه مسابقات سری آ در ۲ سپتامبر ۲۰۲۰ اعلام شد.
| ۲۶ سپتامبر ۲۰۲۰ ۲                               | اینتر میلان | ۴–۳   | فیورنتینا                                                                            | میلان                                              |
| ۲۰:۴۵ ساعت تابستانی اروپای مرکزی (یوتی‌سی ۲:۰۰+) | - نیکولو بارلا '۷ - لائوتارو مارتینس ۴۵+۲' - فدریکو چکرینی ۵۲' (گل‌به‌خودی) - روملو لوکاکو ۸۸' - دنیلو دمبروزیو ۸۹' | گزارش | - کریستیان کوامه ۳' - فدریکو چکرینی '۳۲ - گاییتانو کاستروویلی ۵۷' - فدریکو کیه‌زا ۶۳' | ورزشگاه: ورزشگاه سن سیرو داور: Gianpaolo Calvarese |

| ۳۰ سپتامبر ۲۰۲۰ ۱ | بنونتو                                         | ۲–۵   | اینترمیلان                                                                             | بنونتو                                               |
| ۱۸:۰۰ ساعت تابستانی اروپای مرکزی (یوتی‌سی ۲:۰۰+) | - جانلوکا کاپراری ۳۴'، ۷۶' - Schiattarella '۷۳ | گزارش | - روملو لوکاکو ۱'، ۲۸' - روبرتو گالیاردینی ۲۵' - اشرف حکیمی ۴۲' - لائوتارو مارتینس ۷۱' | ورزشگاه: ورزشگاه چیرو ویگوریتو داور: Marco Piccinini |
| یادداشت: The match was originally scheduled for 20 September 2020, but was postponed due to Inter's involvement in the knockout phase of the لیگ اروپا. |                                                |       |                                                                                        |                                                      |

| ۴ اکتبر ۲۰۲۰ ۳                                  | لاتزیو                                                                                                   | ۱–۱   | اینتر میلان | رم                                           |
| ۱۵:۰۰ ساعت تابستانی اروپای مرکزی (یوتی‌سی ۲:۰۰+) | - محمد فارس '۳۷ - سرگی میلینکویچ-ساویچ ۵۵' - چیرو ایموبیله '۷۰ - مانوئل لاتزاری '۷۹ - پاتریک گابارون '۸۷ | گزارش | - لائوتارو مارتینس ۳۰' - روملو لوکاکو '۴۲ - آرتورو ویدال '۷۰ - اشلی یانگ '۷۸ - استفانو سنسی '۸۷ - نیکولو بارلا '۹۰+۳ | ورزشگاه: ورزشگاه المپیک رم داور: مارکو گویدا |

| ۱۷ اکتبر ۲۰۲۰ ۴                                 | اینتر میلان                                                                 | ۱–۲   | آ.ث. میلان                                                              | میلان                                           |
| ۱۸:۰۰ ساعت تابستانی اروپای مرکزی (یوتی‌سی ۲:۰۰+) | - روملو لوکاکو ۲۹' - مارسلو بروزویچ '۶۴ - آرتورو ویدال '۶۹ - اشرف حکیمی '۸۳ | گزارش | - زلاتان ابراهیموویچ ۱۳'، ۱۶'، '۶۰ - سیمون کیایر '۲۲ - فرانک کسیه '۴۵+۱ | ورزشگاه: ورزشگاه سن سیرو داور: Maurizio Mariani |

| ۲۴ اکتبر ۲۰۲۰ ۵                                 | جنوآ       | ۰–۲   | اینتر میلان                                                    | جنوآ                                             |
| ۱۸:۰۰ ساعت تابستانی اروپای مرکزی (یوتی‌سی ۲:۰۰+) | - Bani '۸۶ | گزارش | - لائوتارو مارتینس '۴۰ - روملو لوکاکو ۶۴' - دنیلو دمبروزیو ۷۹' | ورزشگاه: ورزشگاه لوئیجی فراری داور: Davide Massa |

| ۳۱ اکتبر ۲۰۲۰ ۶                        | اینتر میلان                                                    | ۲–۲   | پارما                                        | میلان                                                       |
| ۱۸:۰۰ زمان اروپای مرکزی (یوتی‌سی ۱:۰۰+) | - مارسلو بروزویچ ۶۴' - آندره‌آ رانوکیا '۶۷ - ایوان پریشیچ ۹۰+۲' | گزارش | - هرنانی آزودو جونیور '۲۳ - ژروینیو ۴۶'، ۶۲' | ورزشگاه: ورزشگاه سن سیرو تماشاگران: ۰ داور: Marco Piccinini |

| ۸ نوامبر ۲۰۲۰ ۷                        | آتالانتا                                 | ۱–۱   | اینتر میلان                                                        | برگامو                                                                   |
| ۱۵:۰۰ زمان اروپای مرکزی (یوتی‌سی ۱:۰۰+) | - برات دیمیسیتی '۳۳ - الکسی میرانچوک ۷۹' | گزارش | - لائوتارو مارتینس '۳۰، ۵۹' - استفان د فرای '۴۴ - آرتورو ویدال '۷۰ | ورزشگاه: ورزشگاه آتلتی آتزوری دایتالیا تماشاگران: ۰ داور: Daniele Doveri |

| ۲۲ نوامبر ۲۰۲۰ ۸                       | اینتر میلان | ۴–۲   | تورینو                                                                           | میلان                                                         |
| ۱۵:۰۰ زمان اروپای مرکزی (یوتی‌سی ۱:۰۰+) | - دنیلو دمبروزیو '۳۵ - الساندرو باستونی '۴۶ - اشلی یانگ '۶۱ - الکسیس سانچز ۶۴' - روملو لوکاکو ۶۷'، ۸۴' (پنالتی) - لائوتارو مارتینس ۹۰' | گزارش | - سیمونه وردی '۳۱ - سیمونه زازا ۴۵+۲' - کریستین انسالدی ۶۲' (پنالتی) - Singo '۷۰ | ورزشگاه: ورزشگاه سن سیرو تماشاگران: ۰ داور: Federico La Penna |

| ۲۸ نوامبر ۲۰۲۰ ۹                       | ساسولو                                              | ۰–۳   | اینتر میلان                                                                               | رجو نل امیلیا                                                                   |
| ۱۵:۰۰ زمان اروپای مرکزی (یوتی‌سی ۱:۰۰+) | - مانوئل لوکاتلی '۴۹ - Rogério '۵۷ - مکسیم لوپز '۶۶ | گزارش | - الکسیس سانچز ۴' - ولاد کیریکش ۱۴' (گل‌به‌خودی) - روبرتو گالیاردینی ۶۰' - ایوان پریشیچ '۸۰ | ورزشگاه: ورزشگاه ماپی – چیتا دل تریکولوره تماشاگران: ۰ داور: ماسیمیلیانو ایراتی |

| ۵ دسامبر ۲۰۲۰ ۱۰                       | اینتر میلان                                   | ۳–۱   | بولونیا                                           | میلان                                                    |
| ۲۰:۴۵ زمان اروپای مرکزی (یوتی‌سی ۱:۰۰+) | - روملو لوکاکو ۱۶' - اشرف حکیمی ۴۵'، ۷۰'، '۶۶ | گزارش | - Hickey '۵۴ - Vignato ۶۷' - دانیلو لارانگیرا '۷۴ | ورزشگاه: ورزشگاه سن سیرو تماشاگران: ۰ داور: پائولو والری |

| ۱۳ دسامبر ۲۰۲۰ ۱۱                      | کالیاری                                          | ۱–۳   | اینتر میلان                                                                     | کالیاری                                                           |
| ۱۲:۳۰ زمان اروپای مرکزی (یوتی‌سی ۱:۰۰+) | - Faragò '۱۰ - Sottil ۴۲' - لئوناردو پاوولتی '۷۱ | گزارش | - متئو دارمیان '۱۶ - نیکولو بارلا ۷۷' - دنیلو دمبروزیو ۸۴' - روملو لوکاکو ۹۰+۴' | ورزشگاه: ورزشگاه ساردینیا آرنا تماشاگران: ۰ داور: Fabrizio Pasqua |

| ۱۶ دسامبر ۲۰۲۰ ۱۲                      | اینتر میلان | ۱–۰   | ناپولی                                                                               | میلان                                                    |
| ۲۰:۴۵ زمان اروپای مرکزی (یوتی‌سی ۱:۰۰+) | - مارسلو بروزویچ '۵۷ - روملو لوکاکو ۷۱' (پنالتی)، '۸۰ - میلان اشکرینیار '۸۵ - دنیلو دمبروزیو '۸۸ - سمیر هاندانوویچ '۹۰+۱ | گزارش | - تیموئه باکایوکو '۵۹ - داوید اوسپینا '۷۱ - لورنزو اینسینیه '۷۲ - ایروینگ لوزانو '۷۴ | ورزشگاه: ورزشگاه سن سیرو تماشاگران: ۰ داور: Davide Massa |

| ۲۰ دسامبر ۲۰۲۰ ۱۳                      | اینتر میلان                                                       | ۲–۱   | اسپتزیا                                       | میلان                                                      |
| ۱۵:۰۰ زمان اروپای مرکزی (یوتی‌سی ۱:۰۰+) | - مارسلو بروزویچ '۱۸ - اشرف حکیمی ۵۲' - روملو لوکاکو ۷۱' (پنالتی) | گزارش | - Nzola '۴۱ - Terzi '۴۲ - روبرتو پیکولی ۹۰+۴' | ورزشگاه: ورزشگاه سن سیرو تماشاگران: ۰ داور: Michael Fabbri |

| ۲۳ دسامبر ۲۰۲۰ ۱۴                      | هلاس ورونا                                                                              | ۱–۲   | اینتر میلان                                                                                | ورونا                                                                     |
| ۱۸:۳۰ زمان اروپای مرکزی (یوتی‌سی ۱:۰۰+) | - پاول داویدوز '۲۹ - ماتیا زاکاینی '۴۵+۳ - Ilić ۶۳' - فدریکو دی مارکو '۶۴ - Magnani '۷۹ | گزارش | - مارسلو بروزویچ '۴۵+۱ - لائوتارو مارتینس ۵۲' - میلان اشکرینیار ۶۹' - الساندرو باستونی '۸۳ | ورزشگاه: ورزشگاه مارک آنتونیو بنتگودی تماشاگران: ۰ داور: Piero Giacomelli |

| ۳ ژانویه ۲۰۲۱ ۱۵                       | اینتر میلان                                                                                       | ۶–۲   | کروتونه                                                                                    | میلان                                                          |
| ۱۲:۳۰ زمان اروپای مرکزی (یوتی‌سی ۱:۰۰+) | - لائوتارو مارتینس ۲۰'، ۵۷'، ۷۸' - لوکا مارونه ۳۱' (گل‌به‌خودی) - روملو لوکاکو ۶۴' - اشرف حکیمی ۸۷' | گزارش | - آرکادیوش رتسا '۸ - نیکولو زانلاتو ۱۲' - Golemić '۲۲، ۳۶' (پنالتی) - سباستیانو لوپرتو '۵۲ | ورزشگاه: ورزشگاه سن سیرو تماشاگران: ۰ داور: Gianluca Aureliano |

| ۶ ژانویه ۲۰۲۱ ۱۶                       | سمپدوریا                                                                                | ۲–۱   | اینتر میلان                                                                                              | جنوآ                                                          |
| ۱۵:۰۰ زمان اروپای مرکزی (یوتی‌سی ۱:۰۰+) | - آنتونیو کاندروا ۲۳' (پنالتی) - کیتا بالده ۳۸'، '۸۴ - مورتن تورزبی '۵۷ - Askildsen '۸۵ | گزارش | - الکسیس سانچز ۱۲' - لائوتارو مارتینس '۱۶ - نیکولو بارلا '۲۳ - استفان د فرای '۴۰، ۶۵' - اشرف حکیمی '۹۰+۱ | ورزشگاه: ورزشگاه لوئیجی فراری تماشاگران: ۰ داور: پائولو والری |

| ۱۰ ژانویه ۲۰۲۱ ۱۷                      | آ.اس. رم                                                                                                  | ۲–۲   | اینتر میلان                                                                                           | رم                                                           |
| ۱۲:۳۰ زمان اروپای مرکزی (یوتی‌سی ۱:۰۰+) | - لورنتزو پلگرینی ۱۷' - کریس اسمالینگ '۴۵+۱ - جانلوکا مانچینی '۶۵، ۸۶' - گونسالو ویار (بازیکن فوتبال) '۷۶ | گزارش | - روملو لوکاکو '۴۳ - میلان اشکرینیار ۵۶' - اشرف حکیمی ۶۳' - الساندرو باستونی '۶۷ - ایوان پریشیچ '۹۰+۵ | ورزشگاه: ورزشگاه المپیک رم تماشاگران: ۰ داور: Marco Di Bello |

| ۱۷ ژانویه ۲۰۲۱ ۱۸                      | اینتر میلان                                                | ۲–۰   | یوونتوس                                   | میلان                                                      |
| ۲۰:۴۵ زمان اروپای مرکزی (یوتی‌سی ۱:۰۰+) | - آرتورو ویدال ۱۲' - نیکولو بارلا ۵۲'، '۶۷ - اشلی یانگ '۶۰ | گزارش | - لئوناردو بونوچی '۳۶ - آلوارو موراتا '۶۲ | ورزشگاه: ورزشگاه سن سیرو تماشاگران: ۰ داور: Daniele Doveri |

| ۲۳ ژانویه ۲۰۲۱ ۱۹                      | اودینزه                                         | ۰–۰   | اینتر میلان                               | اودینه                                                   |
| ۱۸:۰۰ زمان اروپای مرکزی (یوتی‌سی ۱:۰۰+) | - تولغای ارسلان '۱۰ - Samir '۳۷ - Zeegelaar '۷۸ | گزارش | - الساندرو باستونی '۶۶ - استفانو سنسی '۸۳ | ورزشگاه: ورزشگاه فریولی تماشاگران: ۰ داور: Fabio Maresca |

| ۳۰ ژانویه ۲۰۲۱ ۲۰                      | اینتر میلان                                                            | ۴–۰   | بنونتو                              | میلان                                                       |
| ۲۰:۴۵ زمان اروپای مرکزی (یوتی‌سی ۱:۰۰+) | - Improta ۷' (گل‌به‌خودی) - لائوتارو مارتینس ۵۷' - روملو لوکاکو ۶۷'، ۷۸' | گزارش | - Caldirola '۲۸ - فابیو دپائولی '۳۲ | ورزشگاه: ورزشگاه سن سیرو تماشاگران: ۰ داور: Fabrizio Pasqua |

| ۵ فوریه ۲۰۲۱ ۲۱                        | فیورنتینا                                                       | ۰–۲   | اینتر میلان                                | فلورانس                                                             |
| ۲۰:۴۵ زمان اروپای مرکزی (یوتی‌سی ۱:۰۰+) | - سفیان امرابط '۶۰ - لوکاس مارتینز کوارتا '۷۵ - اریک پولگار '۸۱ | گزارش | - نیکولو بارلا ۳۱' - ایوان پریشیچ '۴۲, ۵۲' | ورزشگاه: ورزشگاه آرتمیو فرانکی تماشاگران: ۰ داور: Federico La Penna |

| ۱۴ فوریه ۲۰۲۱ ۲۲                       | اینتر میلان                                                                   | ۳–۱   | لاتزیو                                    | میلان                                                      |
| ۲۰:۴۵ زمان اروپای مرکزی (یوتی‌سی ۱:۰۰+) | - روملو لوکاکو ۲۲' (پنالتی)، ۴۵'، '۲۶ - اشرف حکیمی '۵۹ - لائوتارو مارتینس ۶۴' | گزارش | - وسلی هوت '۲۰ - سرگی میلینکویچ-ساویچ ۶۱' | ورزشگاه: ورزشگاه سن سیرو تماشاگران: ۰ داور: Michael Fabbri |

| ۲۱ فوریه ۲۰۲۱ ۲۳                       | آ.ث. میلان                           | ۰–۳   | اینتر میلان                                                    | میلان                                                      |
| ۱۵:۰۰ زمان اروپای مرکزی (یوتی‌سی ۱:۰۰+) | - سیمون کیایر '۱۲ - الکسی سلماکر '۵۶ | گزارش | - لائوتارو مارتینس ۵'، ۵۷' - اشرف حکیمی '۲۲ - روملو لوکاکو ۶۶' | ورزشگاه: ورزشگاه سن سیرو تماشاگران: ۰ داور: Daniele Doveri |

| ۲۸ فوریه ۲۰۲۱ ۲۴                       | اینتر میلان                                             | ۳–۰   | جنوآ                                     | میلان                                                      |
| ۱۵:۰۰ زمان اروپای مرکزی (یوتی‌سی ۱:۰۰+) | - روملو لوکاکو ۱' - متئو دارمیان ۶۹' - الکسیس سانچز ۷۷' | گزارش | - کریستین زاپاتا '۱۹ - کوین استروتمن '۴۰ | ورزشگاه: ورزشگاه سن سیرو تماشاگران: ۰ داور: Daniele Chiffi |

| ۴ مارس ۲۰۲۱ ۲۵                         | پارما                     | ۱–۲   | اینتر میلان                                  | پارما                                                            |
| ۲۰:۴۵ زمان اروپای مرکزی (یوتی‌سی ۱:۰۰+) | - هرنانی آزودو جونیور ۷۱' | گزارش | - الکسیس سانچز ۵۴'، ۶۲' - متئو دارمیان '۹۰+۳ | ورزشگاه: ورزشگاه انیو تاردینی تماشاگران: ۰ داور: Fabrizio Pasqua |

| ۸ مارس ۲۰۲۱ ۲۶                         | اینتر میلان           | ۱–۰   | آتالانتا            | میلان                                                        |
| ۲۰:۴۵ زمان اروپای مرکزی (یوتی‌سی ۱:۰۰+) | - میلان اشکرینیار ۵۴' | گزارش | - کریستین رومرو '۵۹ | ورزشگاه: ورزشگاه سن سیرو تماشاگران: ۰ داور: Maurizio Mariani |

| ۱۴ مارس ۲۰۲۱ ۲۷                        | تورینو                 | ۱–۲   | اینتر میلان                                                                | تورین                                                         |
| ۱۵:۰۰ زمان اروپای مرکزی (یوتی‌سی ۱:۰۰+) | - آنتونیو سانابریا ۷۰' | گزارش | - روبرتو گالیاردینی '۵۳ - روملو لوکاکو ۶۲' (پنالتی) - لائوتارو مارتینس ۸۵' | ورزشگاه: ورزشگاه المپیک تورین تماشاگران: ۰ داور: پائولو والری |

| ۳ آوریل ۲۰۲۱ ۲۹                                 | بولونیا                                                                 | ۰–۱   | اینتر میلان                                                                                                 | بولونیا                                                          |
| ۲۰:۴۵ ساعت تابستانی اروپای مرکزی (یوتی‌سی ۲:۰۰+) | - آداما سومائورو '۳۱ - لورنزو د سیلوستری '۶۱ - Vignato '۸۲ - Juwara '۸۵ | گزارش | - روملو لوکاکو ۳۲' - آندره‌آ رانوکیا '۵۳ - مارسلو بروزویچ '۸۶ - الساندرو باستونی '۸۶ - روبرتو گالیاردینی '۸۸ | ورزشگاه: ورزشگاه رناتو دلارا تماشاگران: ۰ داور: Piero Giacomelli |

| ۷ آوریل ۲۰۲۱ ۲۸ | اینتر میلان                                                                  | ۲–۱   | ساسولو                                                               | میلان                                                          |
| ۱۸:۴۵ ساعت تابستانی اروپای مرکزی (یوتی‌سی ۲:۰۰+) | - روملو لوکاکو ۱۰' - نیکولو بارلا '۱۷ - اشلی یانگ '۶۰ - لائوتارو مارتینس ۶۷' | گزارش | - آندریا کانسیگلی '۷ - حامد ژونیور ترائوره '۲۳، ۸۵' - مکسیم لوپز '۸۴ | ورزشگاه: ورزشگاه سن سیرو تماشاگران: ۰ داور: ماسیمیلیانو ایراتی |
| یادداشت: The match was originally scheduled for 20 March 2021, but was postponed after four Internazionale players tested positive for کووید ۱۹. On 24 March, the match was rescheduled to 7 April 2021. |                                                                              |       |                                                                      |                                                                |

| ۱۱ آوریل ۲۰۲۱ ۳۰                                | اینتر میلان                             | ۱–۰   | کالیاری               | میلان                                                     |
| ۱۲:۳۰ ساعت تابستانی اروپای مرکزی (یوتی‌سی ۲:۰۰+) | - مارسلو بروزویچ '۵۲ - متئو دارمیان ۷۷' | گزارش | - رجا ناینگولان '۹۰+۳ | ورزشگاه: ورزشگاه سن سیرو تماشاگران: ۰ داور: Luca Pairetto |

| ۱۸ آوریل ۲۰۲۱ ۳۱                                | ناپولی | ۱–۱   | اینتر میلان                                                | ناپل                                                         |
| ۲۰:۴۵ ساعت تابستانی اروپای مرکزی (یوتی‌سی ۲:۰۰+) | - سمیر هاندانوویچ ۲۶' (گل‌به‌خودی) - کالیدو کولیبالی '۳۸ - دیگو دمه '۸۰ - ماتئو پولیتانو '۸۷ - دریس مرتنز '۸۸ - کوستاس مانولاس '۹۰+۴ | گزارش | - کریستین اریکسن ۵۵' - متئو دارمیان '۶۳ - اشرف حکیمی '۹۰+۵ | ورزشگاه: ورزشگاه سن پائولو تماشاگران: ۰ داور: Daniele Doveri |

| ۲۱ آوریل ۲۰۲۱ ۳۲                                | اسپتزیا                                        | ۱–۱   | اینتر میلان        | لا اسپتزیا                                                      |
| ۲۰:۴۵ ساعت تابستانی اروپای مرکزی (یوتی‌سی ۲:۰۰+) | - دیگو فریاس ۱۲' - Marchizza '۶۲ - Estévez '۸۹ | گزارش | - ایوان پریشیچ ۳۹' | ورزشگاه: Stadio Alberto Picco تماشاگران: ۰ داور: Daniele Chiffi |

| ۲۵ آوریل ۲۰۲۱ ۳۳                                | اینتر میلان        | ۱–۰   | هلاس ورونا                                            | میلان                                                      |
| ۱۵:۰۰ ساعت تابستانی اروپای مرکزی (یوتی‌سی ۲:۰۰+) | - متئو دارمیان ۷۶' | گزارش | - فدریکو چکرینی '۲۸ - Magnani '۴۲ - آنتونین باراک '۶۸ | ورزشگاه: ورزشگاه سن سیرو تماشاگران: ۰ داور: Rosario Abisso |

| ۱ مه ۲۰۲۱ ۳۴                                    | کروتونه       | ۰–۲   | اینتر میلان                                                         | کروتونه                                                            |
| ۱۸:۰۰ ساعت تابستانی اروپای مرکزی (یوتی‌سی ۲:۰۰+) | - Rivière '۷۳ | گزارش | - مارسلو بروزویچ '۳۸ - کریستین اریکسن ۶۹'، '۹۰+۱ - اشرف حکیمی ۹۰+۲' | ورزشگاه: ورزشگاه اتزیو شیدا تماشاگران: ۰ داور: Alessandro Prontera |

| ۸ مه ۲۰۲۱ ۳۵                                    | اینتر میلان                                                                                           | ۵–۱   | سمپدوریا                                               | میلان                                                        |
| ۱۸:۰۰ ساعت تابستانی اروپای مرکزی (یوتی‌سی ۲:۰۰+) | - روبرتو گالیاردینی ۴' - الکسیس سانچز ۲۶'، ۳۶' - آندره‌آ پینامونتی ۶۱' - لائوتارو مارتینس ۷۰' (پنالتی) | گزارش | - لورنتسو تونلی '۳۱ - کیتا بالده ۳۵' - آدرین سیلوا '۶۸ | ورزشگاه: ورزشگاه سن سیرو تماشاگران: ۰ داور: Giovanni Ayroldi |

| ۱۲ مه ۲۰۲۱ ۳۶                                   | اینتر میلان                                                | ۳–۱   | آ.اس. رم                                                                                             | میلان                                                      |
| ۲۰:۴۵ ساعت تابستانی اروپای مرکزی (یوتی‌سی ۲:۰۰+) | - مارسلو بروزویچ ۱۱' - ماتیاس وسینو ۲۰' - روملو لوکاکو ۹۰' | گزارش | - ابریما داربوئه '۶ - داویده سانتون '۲۸ - هنریخ مخیتاریان ۳۱' - ماراش کومبولا '۷۱ - ریک کارسدورپ '۸۲ | ورزشگاه: ورزشگاه سن سیرو تماشاگران: ۰ داور: Daniele Chiffi |

| ۱۵ مه ۲۰۲۱ ۳۷                                   | یوونتوس | ۳–۲   | اینتر میلان | تورین                                                           |
| ۱۸:۰۰ ساعت تابستانی اروپای مرکزی (یوتی‌سی ۲:۰۰+) | - دیان کولوسوسکی '۱۳ - رودریگو بنتنکور '۲۰ '۵۵ - کریستیانو رونالدو ۲۴'، ۲۴' - خوان کوادرادو ۴۵+۳'، ۸۸' (پنالتی)، '۹۰ - جورجو کیه‌لینی '۸۶ | گزارش | - متئو دارمیان '۲۳ - روملو لوکاکو ۳۵' (پنالتی) - لائوتارو مارتینس '۷۵ - الساندرو باستونی '۷۸ - جورجو کیه‌لینی ۸۳' (گل‌به‌خودی) - مارسلو بروزویچ '۸۸ '۹۰+۲ | ورزشگاه: ورزشگاه یوونتوس تماشاگران: ۰ داور: Gianpaolo Calvarese |

| ۲۳ مه ۲۰۲۱ ۳۸                                   | اینتر میلان | ۵–۱   | اودینزه                     | میلان                                                    |
| ۱۵:۰۰ ساعت تابستانی اروپای مرکزی (یوتی‌سی ۲:۰۰+) | - اشلی یانگ ۸' - لائوتارو مارتینس '۲۶، ۵۵' (پنالتی) - کریستین اریکسن ۴۴' - ایوان پریشیچ ۶۴' - روملو لوکاکو ۷۱' | گزارش | - روبرتو پریرا ۷۹' (پنالتی) | ورزشگاه: ورزشگاه سن سیرو تماشاگران: ۰ داور: Manuel Volpi |

### کوپا ایتالیا
| ۱۳ ژانویه ۲۰۲۱ یک‌هشتم نهایی            | فیورنتینا                                                                  | ۱–۲ (و.ا.) | اینتر میلان | فلورانس                                           |
| ۱۵:۰۰ زمان اروپای مرکزی (یوتی‌سی ۱:۰۰+) | - Eysseric '۶ - جاکومو بوناونتورا '۲۷ - کریستیان کوامه ۵۷'، '۵۷ - Igor '۸۰ | گزارش      | - آرتورو ویدال ۴۰' (پنالتی)، '۸۴ - میلان اشکرینیار '۴۵ - کریستین اریکسن '۷۹ - اشرف حکیمی '۱۱۲ - آندره‌آ رانوکیا '۱۱۷ - روملو لوکاکو ۱۱۹'، '۱۲۰+۳ - الکسیس سانچز '۱۲۰+۱ | ورزشگاه: ورزشگاه آرتمیو فرانکی داور: Davide Massa |

| ۲۶ ژانویه ۲۰۲۱ یک‌چهارم نهایی           | اینتر میلان                                                                                      | ۲–۱   | آ.ث. میلان                                                                               | میلان                                       |
| ۲۰:۴۵ زمان اروپای مرکزی (یوتی‌سی ۱:۰۰+) | - روملو لوکاکو '۴۵، ۷۱' (پنالتی) - مارسلو بروزویچ '۵۲ - کریستین اریکسن ۹۰+۷' - اشرف حکیمی '۹۰+۱۰ | گزارش | - سیمون کیایر '۱۷ - زلاتان ابراهیموویچ ۳۱'، '۴۵+۱ '۵۸ - انته ربیچ '۶۵ - فرانک کسیه '۹۰+۹ | ورزشگاه: ورزشگاه سن سیرو داور: پائولو والری |

| ۲ فوریه ۲۰۲۱ نیمه نهایی رفت            | اینتر میلان                                                                   | ۱–۲   | یوونتوس | میلان                                              |
| ۲۰:۴۵ زمان اروپای مرکزی (یوتی‌سی ۱:۰۰+) | - لائوتارو مارتینس ۹' - اشلی یانگ '۲۵ - آرتورو ویدال '۳۸ - الکسیس سانچز '۹۰+۲ | گزارش | - مریخ دمیرال '۱۴ - کریستیانو رونالدو ۲۶' (پنالتی)، ۳۵'، '۴۵+۳ - آلکس ساندرو '۳۲ - ماتیس دی لیخت '۴۷ - آرتور ملو '۸۶ - آلوارو موراتا '۹۰+۴ | ورزشگاه: ورزشگاه سن سیرو داور: Gianpaolo Calvarese |

| ۹ فوریه ۲۰۲۱ نیمه نهایی برگشت          | یوونتوس           | ۰–۰ (۲–۱ گ.ح.) | اینتر میلان                                                | تورین                                           |
| ۲۰:۴۵ زمان اروپای مرکزی (یوتی‌سی ۱:۰۰+) | - آلکس ساندرو '۲۵ | گزارش          | - متئو دارمیان '۱۳ - ایوان پریشیچ '۶۵ - مارسلو بروزویچ '۷۳ | ورزشگاه: ورزشگاه یوونتوس داور: Maurizio Mariani |

### لیگ قهرمانان اروپا

#### مرحله گروهی
قرعه کشی مرحله گروهی در تاریخ ۱ اکتبر ۲۰۲۰ انجام شد.

| رتبه | تیم                 | بازی | برد | مساوی | باخت | گل زده | گل خورده | گل تفاضل | امتیاز | صلاحیت                    |  | رئال مادرید | بروسیا مونشن‌گلادباخ | شاختار دونتسک | اینتر میلان |
| ---- | ------------------- | ---- | --- | ----- | ---- | ------ | -------- | -------- | ------ | ------------------------- |  | ----------- | ------------------- | ------------- | ----------- |
| ۱    | رئال مادرید         | ۶    | ۳   | ۱     | ۲    | ۱۱     | ۹        | ۲+       | ۱۰     | Advance to knockout phase |  | —           | 2–0                 | 2–3           | 3–2         |
| ۲    | بروسیا مونشن‌گلادباخ | ۶    | ۲   | ۲     | ۲    | ۱۶     | ۹        | ۷+       | ۸      | Advance to knockout phase |  | 2–2         | —                   | 4–0           | 2–3         |
| ۳    | شاختار دونتسک       | ۶    | ۲   | ۲     | ۲    | ۵      | ۱۲       | ۷−       | ۸      | Transfer to Europa League |  | 2–0         | 0–6                 | —             | 0–0         |
| ۴    | اینتر میلان         | ۶    | ۱   | ۳     | ۲    | ۷      | ۹        | ۲−       | ۶      |                           |  | 0–2         | 2–2                 | 0–0           | —           |

1. 1 2  Head-to-head points: Borussia Mönchengladbach 6, Shakhtar Donetsk 0.

| ۲۱ اکتبر ۲۰۲۰ ۱                                 | اینتر میلان                                                                            | ۲–۲   | بروسیا مونشن‌گلادباخ                                                  | میلان، ایتالیا                                                                            |
| ۲۱:۰۰ ساعت تابستانی اروپای مرکزی (یوتی‌سی ۲:۰۰+) | - دنیلو دمبروزیو '۱۷ - روملو لوکاکو ۴۹'، ۹۰' - استفان د فرای '۶۵ - سمیر هاندانوویچ '۸۲ | گزارش | - رامی بن سبعینی ۶۲' (پنالتی) - کریستوف کرامر '۶۸ - یوناس هوفمان ۸۵' | ورزشگاه: ورزشگاه سن سیرو تماشاگران: ۱٬۰۰۰ داور: بیورن کویپرس (اتحادیه فوتبال سلطنتی هلند) |

| ۲۷ اکتبر ۲۰۲۰ ۲                        | شاختار دونتسک | ۰–۰   | اینتر میلان                               | کی‌یف، اوکراین                                                                               |
| ۱۸:۵۵ زمان اروپای مرکزی (یوتی‌سی ۱:۰۰+) |               | گزارش | - الساندرو باستونی '۳۱ - آرتورو ویدال '۶۴ | ورزشگاه: ورزشگاه المپیسکی تماشاگران: ۱۰٬۱۷۸ داور: Georgi Kabakov (اتحادیه فوتبال بلغارستان) |

| ۳ نوامبر ۲۰۲۰ ۳                        | رئال مادرید | ۳–۲   | اینتر میلان                                                                                          | مادرید، اسپانیا                                                                            |
| ۲۱:۰۰ زمان اروپای مرکزی (یوتی‌سی ۱:۰۰+) | - کریم بنزما ۲۵' - سرخیو راموس ۳۳' - فرلان مندی '۴۸ - فدریکو والورده '۶۲ - رودریگو گوئس ۸۰' - کازمیرو '۸۵ - تیبو کورتوا '۹۰+۲ | گزارش | - لائوتارو مارتینس ۳۵' - آرتورو ویدال '۴۴ - مارسلو بروزویچ '۵۱ - ایوان پریشیچ ۶۸' - نیکولو بارلا '۷۲ | ورزشگاه: ورزشگاه آلفردو دی استفانو تماشاگران: ۰ داور: کلمن تورپین (فدراسیون فوتبال فرانسه) |

| ۲۵ نوامبر ۲۰۲۰ ۴                       | اینتر میلان                                                       | ۰–۲   | رئال مادرید                                        | میلان، ایتالیا                                                                            |
| ۲۱:۰۰ زمان اروپای مرکزی (یوتی‌سی ۱:۰۰+) | - روبرتو گالیاردینی '۱۹ - آرتورو ویدال '۳۳ '۳۳ - استفانو سنسی '۸۶ | گزارش | - ادن آزار ۷' (پنالتی) - اشرف حکیمی ۵۹' (گل‌به‌خودی) | ورزشگاه: ورزشگاه سن سیرو تماشاگران: ۰ داور: آنتونی تیلور (داور) (اتحادیه فوتبال انگلستان) |

| ۱ دسامبر ۲۰۲۰ ۵                        | بروسیا مونشن‌گلادباخ                                                   | ۲–۳   | اینتر میلان | مونشن‌گلادباخ، آلمان                                                                    |
| ۲۱:۰۰ زمان اروپای مرکزی (یوتی‌سی ۱:۰۰+) | - لارس اشتیندل '۱۰ - آلاسان پلئا ۴۵+۱'، ۷۶'، '۹۰+۵ - اشتفان لاینر '۷۵ | گزارش | - متئو دارمیان ۱۷' - لائوتارو مارتینس '۲۰ - استفان د فرای '۵۸ - روملو لوکاکو ۶۴'، ۷۳'، '۸۹ - نیکولو بارلا '۷۱ - اشلی یانگ '۸۰ - روبرتو گالیاردینی '۹۰+۱ - الساندرو باستونی '۹۰+۵ | ورزشگاه: ورزشگاه بروسیا پارک تماشاگران: ۰ داور: دنی ماکلی (اتحادیه فوتبال سلطنتی هلند) |

| ۹ دسامبر ۲۰۲۰ ۶                        | اینتر میلان                                                   | ۰–۰   | شاختار دونتسک                      | میلان، ایتالیا                                                                      |
| ۲۱:۰۰ زمان اروپای مرکزی (یوتی‌سی ۱:۰۰+) | - روبرتو گالیاردینی '۳۰ - اشرف حکیمی '۳۹ - مارسلو بروزویچ '۶۱ | گزارش | - Vitão '۲۹ - آناتولی تروبین '۹۰+۷ | ورزشگاه: ورزشگاه سن سیرو تماشاگران: ۰ داور: اسلاوکو وینچیچ (اتحادیه فوتبال اسلوونی) |

## آمار

### نمایش بازیکنان
| ش.                                            | پ.          | م.          | بازیکن            | مجموع       | مجموع       | سری آ       | سری آ       | کوپا ایتالیا | کوپا ایتالیا | لیگ قهرمانان اروپا | لیگ قهرمانان اروپا |             |             |
| ش.                                            | پ.          | م.          | بازیکن            | بازی        | گل‌ها        | بازی        | گل‌ها        | بازی         | گل‌ها         | بازی               | گل‌ها               |             |             |
| دروازه‌بانان                                   | دروازه‌بانان | دروازه‌بانان | دروازه‌بانان       | دروازه‌بانان | دروازه‌بانان | دروازه‌بانان | دروازه‌بانان | دروازه‌بانان  | دروازه‌بانان  | دروازه‌بانان        | دروازه‌بانان        | دروازه‌بانان | دروازه‌بانان |
| --------------------------------------------- | ----------- | ----------- | ----------------- | ----------- | ----------- | ----------- | ----------- | ------------ | ------------ | ------------------ | ------------------ | ----------- | ----------- |
| 1                                             | دروازه‌بان   | اسلوونی     | سمیر هاندانوویچ   | ۴۷          | ۰           | 37          | 0           | 4            | 0            | 6                  | 0                  |             |             |
| 27                                            | دروازه‌بان   | ایتالیا     | دانیله پادلی      | ۱           | ۰           | 0+1         | 0           | 0            | 0            | 0                  | 0                  |             |             |
| 97                                            | دروازه‌بان   | رومانی      | یونوت رادو        | ۲           | ۰           | 1+1         | 0           | 0            | 0            | 0                  | 0                  |             |             |
| مدافعان                                       |             |             |                   |             |             |             |             |              |              |                    |                    |             |             |
| 2                                             | مدافع       | مراکش       | اشرف حکیمی        | ۴۵          | ۷           | 29+8        | 7           | 1+2          | 0            | 4+1                | 0                  |             |             |
| 6                                             | مدافع       | هلند        | استفان د فرای     | ۴۲          | ۱           | 30+2        | 1           | 3+1          | 0            | 6                  | 0                  |             |             |
| 11                                            | مدافع       | صربستان     | الکساندر کلاروف   | ۱۱          | ۰           | 4+3         | 0           | 2+1          | 0            | 1                  | 0                  |             |             |
| 13                                            | مدافع       | ایتالیا     | آندره آ رانوکیا   | ۹           | ۰           | 8           | 0           | 1            | 0            | 0                  | 0                  |             |             |
| 15                                            | مدافع       | انگلستان    | اشلی یانگ         | ۳۴          | ۱           | 16+10       | 1           | 2+1          | 0            | 5                  | 0                  |             |             |
| 33                                            | مدافع       | ایتالیا     | دنیلو دمبروزیو    | ۲۴          | ۳           | 7+12        | 3           | 0            | 0            | 3+2                | 0                  |             |             |
| 36                                            | مدافع       | ایتالیا     | متئو دارمیان      | ۳۳          | ۴           | 14+12       | 3           | 3            | 0            | 2+2                | 1                  |             |             |
| 37                                            | مدافع       | اسلواکی     | میلان اشکرینیار   | ۳۹          | ۳           | 31+1        | 3           | 4            | 0            | 3                  | 0                  |             |             |
| 95                                            | مدافع       | ایتالیا     | الساندرو باستونی  | ۴۱          | ۰           | 33          | 0           | 2            | 0            | 5+1                | 0                  |             |             |
| هافبک‌ها                                       |             |             |                   |             |             |             |             |              |              |                    |                    |             |             |
| 5                                             | هافبک       | ایتالیا     | روبرتو گالیاردینی | ۳۳          | ۳           | 14+14       | 3           | 1            | 0            | 3+1                | 0                  |             |             |
| 8                                             | هافبک       | اروگوئه     | ماتیاس وسینو      | ۸           | ۱           | 3+5         | 1           | 0            | 0            | 0                  | 0                  |             |             |
| 12                                            | هافبک       | ایتالیا     | استفانو سنسی      | ۲۱          | ۰           | 4+14        | 0           | 0+2          | 0            | 0+1                | 0                  |             |             |
| 14                                            | هافبک       | کرواسی      | ایوان پریشیچ      | ۴۲          | ۵           | 20+12       | 4           | 2+2          | 0            | 2+4                | 1                  |             |             |
| 22                                            | هافبک       | شیلی        | آرتورو ویدال      | ۳۰          | ۲           | 14+9        | 1           | 3            | 1            | 4                  | 0                  |             |             |
| 23                                            | هافبک       | ایتالیا     | نیکولو بارلا      | ۴۶          | ۳           | 32+4        | 3           | 3+1          | 0            | 6                  | 0                  |             |             |
| 24                                            | هافبک       | دانمارک     | کریستین اریکسن    | ۳۴          | ۴           | 17+9        | 3           | 2+2          | 1            | 1+3                | 0                  |             |             |
| 77                                            | هافبک       | کرواسی      | مارسلو بروزویچ    | ۴۲          | ۲           | 29+4        | 2           | 3+1          | 0            | 4+1                | 0                  |             |             |
| مهاجمان                                       |             |             |                   |             |             |             |             |              |              |                    |                    |             |             |
| 7                                             | مهاجم       | شیلی        | الکسیس سانچز      | ۳۸          | ۷           | 12+18       | 7           | 3            | 0            | 1+4                | 0                  |             |             |
| 9                                             | مهاجم       | بلژیک       | روملو لوکاکو      | ۴۴          | ۳۰          | 32+4        | 24          | 2+1          | 2            | 5                  | 4                  |             |             |
| 10                                            | مهاجم       | آرژانتین    | لائوتارو مارتینز  | ۴۸          | ۱۹          | 30+8        | 17          | 3+1          | 1            | 5+1                | 1                  |             |             |
| 99                                            | مهاجم       | ایتالیا     | آندره‌آ پینامونتی  | ۱۰          | ۱           | 1+7         | 1           | 0+1          | 0            | 0+1                | 0                  |             |             |
| بازیکنانی که در میانه فصل باشگاه را ترک کردند |             |             |                   |             |             |             |             |              |              |                    |                    |             |             |
| 44                                            | هافبک       | بلژیک       | رجا ناینگولان     | ۵           | ۰           | 0+4         | 0           | 0            | 0            | 0+1                | 0                  |             |             |

منبع: Competitions

### گلزنان
| ر.       | ش.       | پ.       | بازیکن            | سری آ | کوپا ایتالیا | لیگ قهرمانان | مجموع |
| -------- | -------- | -------- | ----------------- | ----- | ------------ | ------------ | ----- |
| ۱        | ۹        | مهاجم    | روملو لوکاکو      | ۲۴    | ۲            | ۴            | ۳۰    |
| ۲        | ۱۰       | مهاجم    | لائوتارو مارتینس  | ۱۷    | ۱            | ۱            | ۱۹    |
| ۳        | ۲        | مدافع    | اشرف حکیمی        | ۷     | ۰            | ۰            | ۷     |
| ۳        | ۷        | مهاجم    | الکسیس سانچز      | ۷     | ۰            | ۰            | ۷     |
| ۵        | ۱۴       | هافبک    | ایوان پریشیچ      | ۴     | ۰            | ۱            | ۵     |
| ۶        | ۲۴       | هافبک    | کریستین اریکسن    | ۳     | ۱            | ۰            | ۴     |
| ۶        | ۳۶       | مدافع    | متئو دارمیان      | ۳     | ۰            | ۱            | ۴     |
| ۸        | ۵        | هافبک    | روبرتو گالیاردینی | ۳     | ۰            | ۰            | ۳     |
| ۸        | ۲۳       | هافبک    | نیکولو بارلا      | ۳     | ۰            | ۰            | ۳     |
| ۸        | ۳۳       | مدافع    | دنیلو دمبروزیو    | ۳     | ۰            | ۰            | ۳     |
| ۸        | ۳۷       | مدافع    | میلان اشکرینیار   | ۳     | ۰            | ۰            | ۳     |
| ۱۲       | ۲۲       | هافبک    | آرتورو ویدال      | ۱     | ۱            | ۰            | ۲     |
| ۱۲       | ۷۷       | هافبک    | مارسلو بروزویچ    | ۲     | ۰            | ۰            | ۲     |
| ۱۴       | ۶        | مدافع    | استفان د فرای     | ۱     | ۰            | ۰            | ۱     |
| ۱۴       | ۸        | هافبک    | ماتیاس وسینو      | ۱     | ۰            | ۰            | ۱     |
| ۱۴       | ۱۵       | مدافع    | اشلی یانگ         | ۱     | ۰            | ۰            | ۱     |
| ۱۴       | ۹۹       | مهاجم    | آندره‌آ پینامونتی  | ۱     | ۰            | ۰            | ۱     |
| گل‌به‌خودی | گل‌به‌خودی | گل‌به‌خودی | گل‌به‌خودی          | ۵     | ۰            | ۰            | ۵     |
| مجموع    | مجموع    | مجموع    | مجموع             | ۸۹    | ۵            | ۷            | ۱۰۱   |

### دروازه بسته
| ر.    | ش.    | پ.        | بازیکن          | سری آ | کوپا ایتالیا | لیگ قهرمانان | مجموع |
| ----- | ----- | --------- | --------------- | ----- | ------------ | ------------ | ----- |
| ۱     | ۱     | دروازه‌بان | سمیر هاندانوویچ | ۱۴    | ۱            | ۲            | ۱۷    |
| مجموع | مجموع | مجموع     | مجموع           | ۱۴    | ۱            | ۲            | ۱۷    |

### آمار انظباطی
| ش.    | پ.        | بازیکن            | سری آ | سری آ                         | سری آ    | کوپا ایتالیا | کوپا ایتالیا                  | کوپا ایتالیا | لیگ قهرمانان | لیگ قهرمانان                  | لیگ قهرمانان | مجموع | مجموع                         | مجموع    |
| ش.    | پ.        | بازیکن            |       | Yellow card · Yellow-red card | Red card |              | Yellow card · Yellow-red card | Red card     |              | Yellow card · Yellow-red card | Red card     |       | Yellow card · Yellow-red card | Red card |
| ----- | --------- | ----------------- | ----- | ----------------------------- | -------- | ------------ | ----------------------------- | ------------ | ------------ | ----------------------------- | ------------ | ----- | ----------------------------- | -------- |
| ۱     | دروازه‌بان | سمیر هاندانوویچ   | ۱     | ۰                             | ۰        | ۰            | ۰                             | ۰            | ۱            | ۰                             | ۰            | ۲     | ۰                             | ۰        |
| ۲     | مدافع     | اشرف حکیمی        | ۶     | ۰                             | ۰        | ۲            | ۰                             | ۰            | ۱            | ۰                             | ۰            | ۹     | ۰                             | ۰        |
| ۵     | هافبک     | روبرتو گالیاردینی | ۲     | ۰                             | ۰        | ۰            | ۰                             | ۰            | ۳            | ۰                             | ۰            | ۵     | ۰                             | ۰        |
| ۶     | مدافع     | استفان د فرای     | ۲     | ۰                             | ۰        | ۰            | ۰                             | ۰            | ۲            | ۰                             | ۰            | ۴     | ۰                             | ۰        |
| ۷     | مهاجم     | الکسیس سانچز      | ۰     | ۰                             | ۰        | ۲            | ۰                             | ۰            | ۰            | ۰                             | ۰            | ۲     | ۰                             | ۰        |
| ۹     | مهاجم     | روملو لوکاکو      | ۴     | ۰                             | ۰        | ۲            | ۰                             | ۰            | ۱            | ۰                             | ۰            | ۷     | ۰                             | ۰        |
| ۱۰    | مهاجم     | لائوتارو مارتینس  | ۳     | ۰                             | ۰        | ۰            | ۰                             | ۰            | ۱            | ۰                             | ۰            | ۴     | ۰                             | ۰        |
| ۱۲    | هافبک     | استفانو سنسی      | ۱     | ۰                             | ۱        | ۰            | ۰                             | ۰            | ۱            | ۰                             | ۰            | ۲     | ۰                             | ۱        |
| ۱۳    | مدافع     | آندره‌آ رانوکیا    | ۲     | ۰                             | ۰        | ۱            | ۰                             | ۰            | ۰            | ۰                             | ۰            | ۳     | ۰                             | ۰        |
| ۱۴    | هافبک     | ایوان پریشیچ      | ۳     | ۰                             | ۰        | ۱            | ۰                             | ۰            | ۰            | ۰                             | ۰            | ۴     | ۰                             | ۰        |
| ۱۵    | مدافع     | اشلی یانگ         | ۴     | ۰                             | ۰        | ۱            | ۰                             | ۰            | ۱            | ۰                             | ۰            | ۶     | ۰                             | ۰        |
| ۲۲    | هافبک     | آرتورو ویدال      | ۳     | ۰                             | ۰        | ۲            | ۰                             | ۰            | ۲            | ۱                             | ۰            | ۶     | ۱                             | ۰        |
| ۲۳    | هافبک     | نیکولو بارلا      | ۵     | ۰                             | ۰        | ۰            | ۰                             | ۰            | ۲            | ۰                             | ۰            | ۶     | ۰                             | ۰        |
| ۲۴    | هافبک     | کریستین اریکسن    | ۱     | ۰                             | ۰        | ۱            | ۰                             | ۰            | ۰            | ۰                             | ۰            | ۲     | ۰                             | ۰        |
| ۳۳    | مدافع     | دنیلو دمبروزیو    | ۲     | ۰                             | ۰        | ۰            | ۰                             | ۰            | ۱            | ۰                             | ۰            | ۳     | ۰                             | ۰        |
| ۳۶    | مدافع     | متئو دارمیان      | ۳     | ۰                             | ۰        | ۱            | ۰                             | ۰            | ۰            | ۰                             | ۰            | ۴     | ۰                             | ۰        |
| ۳۷    | مدافع     | میلان اشکرینیار   | ۱     | ۰                             | ۰        | ۱            | ۰                             | ۰            | ۰            | ۰                             | ۰            | ۲     | ۰                             | ۰        |
| ۷۷    | هافبک     | مارسلو بروزویچ    | ۷     | ۰                             | ۰        | ۲            | ۰                             | ۰            | ۲            | ۰                             | ۰            | ۱۱    | ۰                             | ۰        |
| ۹۵    | مدافع     | الساندرو باستونی  | ۵     | ۰                             | ۰        | ۰            | ۰                             | ۰            | ۲            | ۰                             | ۰            | ۷     | ۰                             | ۰        |
| مجموع | مجموع     | مجموع             | ۵۴    | ۰                             | ۱        | ۱۶           | ۰                             | ۰            | ۲۰           | ۱                             | ۰            | ۹۰    | ۱                             | ۱        |

آخرین به‌روزرسانی: ۱ مه ۲۰۲۱